# マイヨール
マイヨール（仏: Maillard）は、フランスにかつて存在した自転車部品メーカーである。
セディス（仏: Sedis）、ユーレなどとともに1990年代、ドイツのZFザックスに吸収され、現在は存在しない。Atom、Prior、ノルマンディはマイヨールのブランド名である。
主要製品はハブ、ボスフリーおよびペダルである。マイヨールのボスフリーは信頼性も高く、レースでも多く使われた。
1980年代、カンパニョーロを中心とするイタリア製自転車部品が主流となったことを嫌うフランス国粋主義から「カンパのハブを越える製品を」のスローガンの下にマイヨール700シリーズが登場する。同時期、カンパニョーロやシマノなど自転車部品を一連のグループセット提供する形態に対抗するため、フランス自転車部品メーカでの統合ブランドとして、マイヨールのハブ、ペダル、ボスフリー、ストロングライトのクランク、マファックのブレーキなどで構成される「Spidel」が登場した。Spidelブランドは、プジョーの車体に使われ、当時のツール・ド・フランスなどで活躍した。

## ヘリコマチック
1980年代に作られたボスフリーの発展型といえるヘリコマチック（仏: Helicomatic）は、現在主流のカセット形式フリーの原型であり、プジョーの自転車などで採用されたが、補修部品は非常に入手が困難となっている。